# Trachyaretaon echinatus
Trachyaretaon echinatus är en insektsart som först beskrevs av Carl Stål 1877.  Trachyaretaon echinatus ingår i släktet Trachyaretaon och familjen Heteropterygidae. Inga underarter finns listade i Catalogue of Life.